# Kis kárókatona
A kis kárókatona (Microcarbo pygmeus) a madarak (Aves) osztályának szulaalakúak (Suliformes) rendjébe, ezen belül a kárókatonafélék (Phalacrocoracidae) családjába tartozó faj.

## Rendszerezése
A fajt Peter Simon Pallas német zoológus írta le 1773-ban, a Pelecanus nembe Pelecanus pygmeus néven. Sorolták a Phalacrocorax nembe  Phalacrocorax pygmaeus néven is.

## Előfordulása
Dél-Európában, Észak-Afrikában, Dél-Ázsiában (Jáváig és Borneóig) honos. A természetes élőhelye mesterséges és természetes édesvizű tavak és tengerpartok. Vonuló faj.

### Kárpát-medencei-előfordulása
Magyarországon rendszeres fészkelő 1991 óta, elsősorban a Hortobágyon, március-október hónapokban észlelhető, néha áttelelhet

## Megjelenése
Testhossza 45–55 centiméter, szárnyafesztávolsága 80-90 centiméter, a hím testtömege 650-870 gramm, a tojóé 565-640 gramm. Feje teteje, nyakszirtje, nyakoldalai rozsdás-barnák. Dolmánya és háta szürkés-fekete alapon bársony-fekete tollszegéllyel rajzolt, többi része, a fénytelen fekete evezők és faroktollak kivételével fénylő sötét fekete. A nászruha finom, keskeny, fehér, pehelyszerű ideiglenes tollakkal ékes. A szeme zöld. Testének csupasz helyei, a csőr és láb feketék.

## Életmódja
Víz alá bukva keresi a 10-15 centiméteres nagyságú halakat, de elfogyasztja a vízirovarokat és piócákat is. Halastavaknál károkat okoznak.

## Szaporodása
Más vízimadarak telepei közelébe, nagy nádasokba, ártéri erdők fáira rakják fészkeiket. 4-6 tojáson 27-30 napig kotlanak. Fiókáik fészeklakók.
|  |

## Természetvédelmi helyzete
Az elterjedési területe rendkívül nagy, egyedszáma pedig növekvő. A Természetvédelmi Világszövetség Vörös listáján nem fenyegetett fajként szerepel. Magyarországon fokozottan védett, természetvédelmi értéke 100 000 Ft.